# 準靜態過程
在熱力學裡，準靜態過程是系統和環境處於熱平衡的過程。現實中準靜態過程不存在，但「足夠緩慢」的過程可視為一良好的近似，惟應注意若兩物體間交換速率為一絕熱的隔板所控制（Sears and Salinger，1986）時，不論過程發生得如何緩慢，兩個物體的狀態都絕不會無限地趨近平衡態，因为熱平衡需要兩個物體具有絕對相同的溫度。
任何可逆過程必為準靜態過程，但準靜態過程未必可逆，取決於反應過程中熵的變化。當過程中熵增加時，即為不可逆。在有些文獻中，對於準靜態過程及可逆過程是有些模糊不明的，且有時它們會被當做同義詞（Lavenda，1978）。

## 另見
- 可逆過程
- 绝热过程